# Ramón Rosell
Ramón Rosell (Barcelona, 1840-Madrid, 10 de diciembre de 1898) fue un actor cómico de zarzuela español que desarrolló toda su carrera en el siglo XIX.

## Datos biográficos
Nació en 1840 en Barcelona. Comenzó su carrera de la mano de Francisco Arderíus al ser descubierto en una gala de aficionados en Barcelona, dejó las leyes y siguió como actor bufo tras dejar su negocio de comercio. 
Sus primeros éxitos relevantes son en el teatro Circo de Rivas de Madrid en 1869, participando con los actores bufos en Genoveva de Bravante, con la que debutó presa del pánico escénico, luego vinieron otras grandes obras Robinson, El potosí submarino, La gran duquesa. 
En 1872 reestrenó en el Teatro del Circo la obra Pirlimpimpim. En 1877 estrenó Los sobrinos del capitán Grant en el teatro de la Zarzuela; luego actuó con la revista Los madriles en el Circo Príncipe Alfonso y después le vino de la mano de Emilio Mario un cambio de género que le valió el reconocimiento de mucha gente y algunos críticos reestrenando los clásicos en el teatro de la comedia durante varias temporadas. Falleció el 10 de diciembre de 1898 en Madrid.